# Композитор
Композитор (от латински „componere“ – съставям) е професионален музикант, който създава вокална и инструментална музика.
Композиторите се занимават със съставяне, нотиране, хармонизиране/аранжиране, оркестриране на музикални произведения, организиране на изпълнители, които публично да представят техни творби и записването им в студио. Много често композиторите предпочитат сами да дирижират своите произведения особено ако се изпълняват за първи път.
В миналото работата на композиторите се е асоциирала само с класическата музика, в днешно време (с изключение на фолклорната музика до края на 19 век) композиторите са необходими във всички стилове и форми на музиката.

## Проявления на композиторското творчество
Работата на композиторите може да бъде срещната в църковната инструментална и вокална музика, като например: меси изпълнявани от оркестър, произведения за орган, сигнали за камбани и произведения за карилони в католическите църкви, тропари и канони/изпълнявани от хор или само от свещеника в православните църкви;
в класическата инструментална и вокална музика – соло произведения за глас или музикален инструмент като арии, песни и инструментални пиеси;
камерни произведения за струнни, духови, ударни или смес от различни инструменти, песни за вокални групи;
оркестрови произведения като например произведения за симфоничен, духов, оперен, оперетен, балетен/танцов оркестър, класическа хорова музика, а също оркестрови произведения към мюзикъли, театрални постановки, филми, телевизионни предавания и реклами, а в днешно време и към електронни игри.
В класическата музика може да има и произведения писани за по-голям състав като например произведение за оркестър, хор, солисти и орган.
В джаз музиката композиторите пишат обикновено песни и инструментални пиеси соло или за малка група наречена джаз комбо или произведения за биг бенд. В много случаи композиторите сами изпълняват своите произведения или водят своята група а в определени случаи импровизират като пеят или свирят на своя инструмент.
В поп (а също пънк, реге, латино) музиката композиторите пишат основно песни за определен певец или певица като понякога се изисква от тях да добавят текст, да направят пре аранжиране на стари песни, да запишат сингбек или плейбек. Доста изпълнители сами композират и създават своите песни.
При ранната електронна музика композиторите пишат инструментални пиеси.
В рок музиката метъла и другите стилове на твърдата музика композиторите пишат песни и инструментални пиеси наречени на жаргон „парчета“ много често обаче композиторската работа е обща на цялата група и няма конкретен композитор.
Някои стилове музика където създаването на парчета е непосредствено и не изисква предварителна подготовка не се изисква намесата на композитор като например рап, техно и др.
При фолклорната музика в световен мащаб, предвид нейния характер в миналото тя е била колективно творчество и не е имало конкретен автор.
Музиката се е предавала от уста на уста от поколение на поколение като всеки един изпълнител /или група/ е допълвал и подобрявал песните и танците във фолклора на собствената си държава.
Българската народна музика до края на XIX век е следвала същия принцип, в днешно време народната музика се пише от композитори като например: песни за солисти или битов хор, хора и ръченици. Композиторите на народна музика в България се занимават още с издирване, дешифриране, нотиране на песни, аранжиране и оркестрация за народен оркестър на автентичен фолклор.